# 검단오류역
검단오류(검단산업단지)역(Geomdan Oryu(Geomdan Industrial Complex)Station, 黔丹梧柳(黔丹産業團地)驛)은 인천광역시 서구 오류동에 위치한 인천 도시철도 2호선의 지하철역이다. 이 역부터 왕길역까지 지상 구간이다.
현재 인천 도시철도 2호선의 기점이며, 인근에 검단산업단지와 오류주박기지, 숫골마을, 오류 주택 개발 예정 지구 등이 있다. 경인선의 오류동역과의 혼선 방지 차원에서, 역명에 '검단'이 붙었다. 심야에 오류주박기지에서 12편성이 주박한다.

## 역사
- 2015년 10월 5일: 검단오류(검단산업단지)역으로 역명 결정[1]
- 2016년 7월 30일: 인천 도시철도 2호선 검단오류 ~운연(서창)역 구간 개통과 함께 영업 개시[2]

## 역 구조
2면 2선의 상대식 승강장을 갖추고 있으며, 스크린도어가 설치되어 있다.

### 승강장
| 시·종착역 |
| \| 상     |
| ↓ 왕길    |

| 상행 | ● 인천 도시철도 2호선 | 당역종착                         |
| 하행 | ● 인천 도시철도 2호선 | 검암 · 서구청 · 주안 · 운연 방면 |

- 대합실을 통과해, 반대쪽 승강장으로 이동 할 수 있다.

## 역 주변
| 나가는 곳 | 방면                                 |
| --------- | ------------------------------------ |
| 1         | 검단산업단지                         |
| 2         | 검단5동행정복지센터 인천단봉초등학교 |

## 인접한 역
| 인천 도시철도 2호선 | 인천 도시철도 2호선   | 인천 도시철도 2호선 |
| ------------------- | --------------------- | ------------------- |
| 시·종착역           | ● 인천 도시철도 2호선 | I202 왕길 운연 방면 |

## 사진

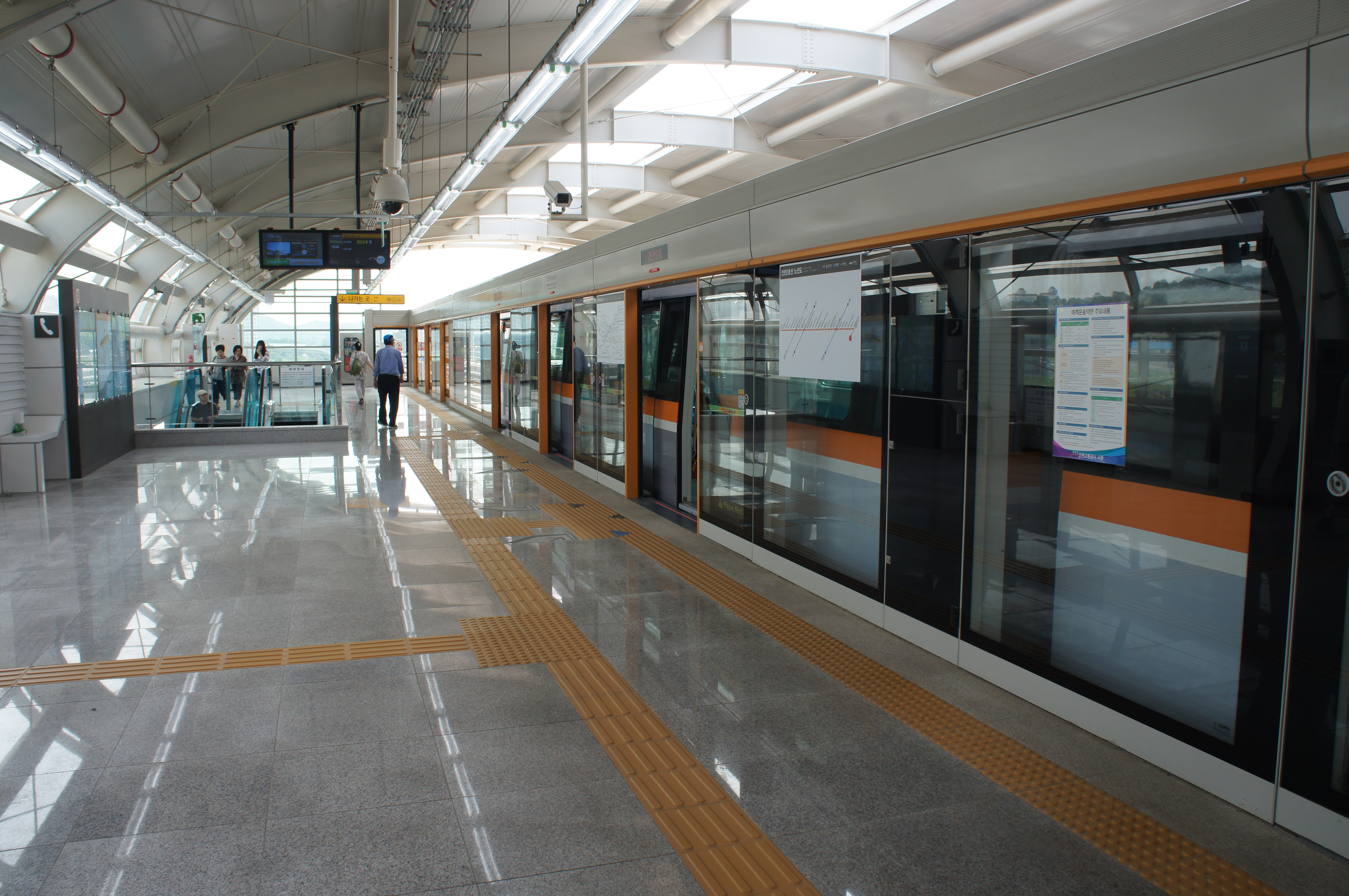
승강장 (당역 종착)
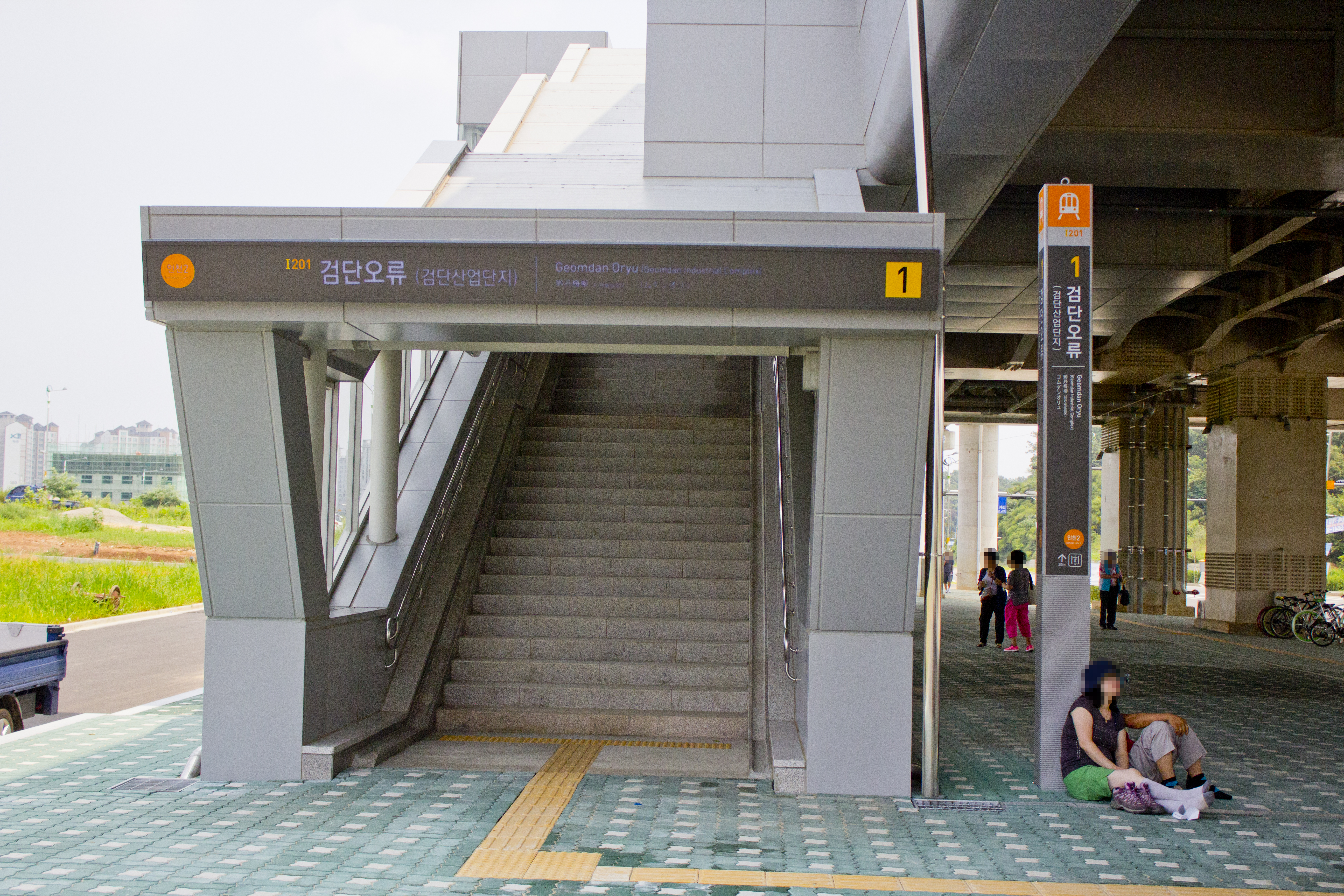
인천2호선 검단오류역 1번출구
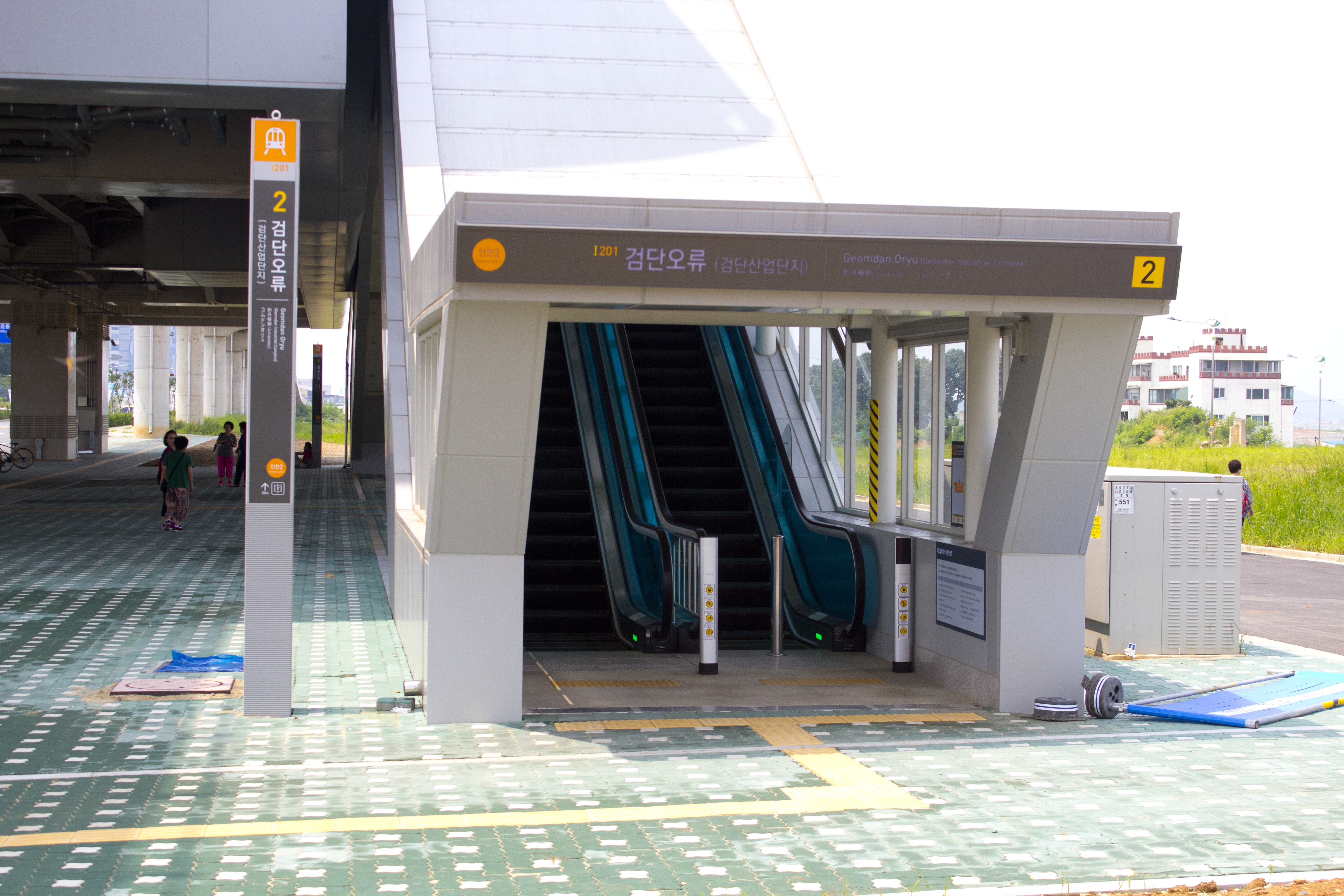
인천2호선 검단오류역 2번출구
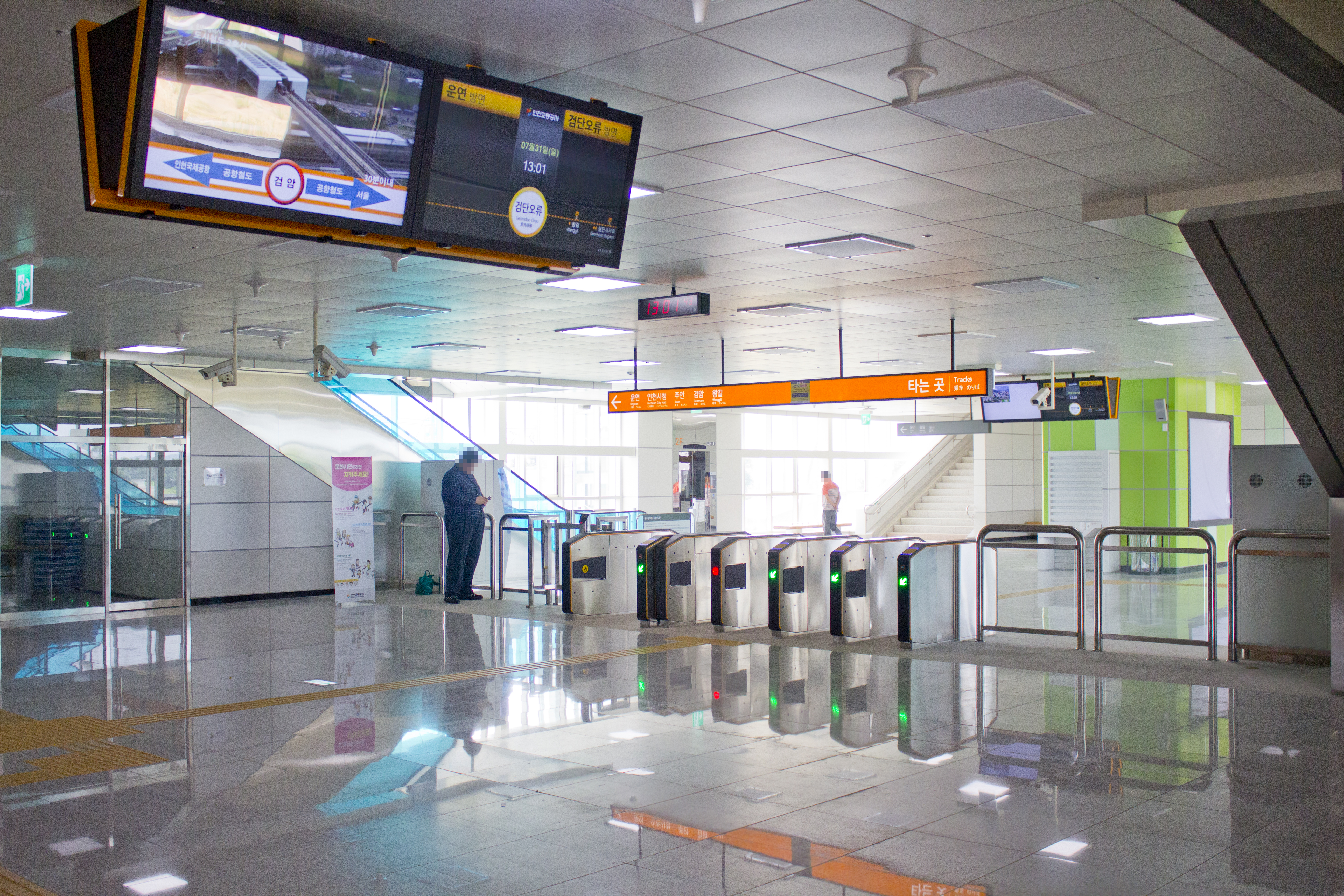
인천2호선 검단오류역 맞이방(대합실)